# Xystrologa nigrovitta
Xystrologa nigrovitta är en fjärilsart som beskrevs av Walsingham 1897. Xystrologa nigrovitta ingår i släktet Xystrologa och familjen äkta malar. Inga underarter finns listade i Catalogue of Life.